# Jeffrey Katzenberg

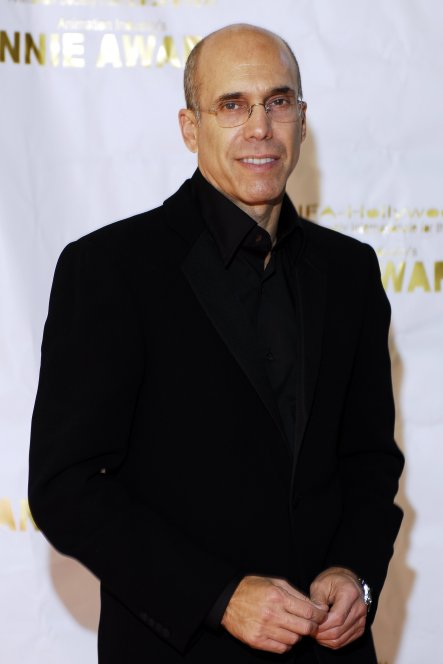
Jeffrey Katzenberg bei der Preisverleihung der Annie Awards 2006

Jeffrey Katzenberg (* 21. Dezember 1950 in New York City) ist ein US-amerikanischer Filmproduzent und Mitbegründer und CEO von DreamWorks SKG.

## Leben und Wirken
Katzenberg wuchs in New York im Stadtteil Manhattan auf. Sein Vater war Börsenmakler und seine Mutter war Kunsthandwerkerin.
Er besuchte die Fieldston School in Riverdale, anschließend die New York University. Im zweiten Studienjahr brach er sein Studium ab.
1975 wurde er Assistent von Barry Diller, dem Vorsitzenden von Paramount Pictures. Diller setzte ihn zuerst in der Marketing-, später dann in der Fernsehabteilung ein. Dort wurde Katzenberg beauftragt, die Serie Raumschiff Enterprise wieder aufleben zu lassen. Er war erfolgreich mit Star Trek: Der Film (1979), machte Karriere und wurde „President of Production“ unter COO Michael Eisner.
1984 wurde Eisner Vorstandsvorsitzender bei The Walt Disney Company. Er nahm Katzenberg mit und übertrug ihm die Verantwortung für die Filmsparte sowie die kränkelnde Zeichentrickabteilung. Als Chef des Studios schaffte er die Sanierung und war verantwortlich für einige von Disneys erfolgreichsten Filmen: Falsches Spiel mit Roger Rabbit (1988), Arielle, die Meerjungfrau (1989), Die Schöne und das Biest (1991; der erste Zeichentrickfilm, der für einen Oscar als Bester Film nominiert wurde), Aladdin (1992) und Der König der Löwen (1994, bis 2003 der finanziell erfolgreichste Animationsfilm). Er arrangierte außerdem die Partnerschaft zwischen Disney und den Pixar Animation Studios mit.
Nachdem Disneys „Nummer 2“, Frank Wells, 1994 bei einem Hubschrauberabsturz ums Leben gekommen war, vermied es Eisner, Katzenberg dessen Posten anzubieten. Daraufhin kam es zum Bruch zwischen den beiden und Katzenberg verließ Disney. Etwa fünf Jahre später verklagte Katzenberg Disney und erhielt nach einer außergerichtlichen Einigung eine Abfindung von 285 Mio. US-Dollar.
1994 gründete Katzenberg zusammen mit Steven Spielberg und David Geffen DreamWorks SKG und wurde Vorsitzender von DreamWorks Animation, Inc., der Trickfilmsparte von DreamWorks SKG. Unter seiner Leitung entstanden hier unter anderem Shrek – Der tollkühne Held (2001) (der erste Film, der einen Oscar als Bester Animationsfilm gewann), Shrek 2 – Der tollkühne Held kehrt zurück (2004), Große Haie – Kleine Fische (2004), Madagascar (2005) und Ab durch die Hecke (2006). 
Am 6. April 2020 ging sein eigener Streamingdienst Quibi online, der aber mit 1,4 Millionen Nutzern (Stand: Juli 2020) nur einen geringen Marktanteil aufwies. Am 21. Oktober 2020 wurde bekanntgegeben, dass der Dienst eingestellt werde, was am 1. Dezember 2020 erfolgte. Die Inhalte wurden im Januar 2021 an Roku verkauft.

## Auszeichnungen (Auswahl)
- 2003: Oscar-Nominierung für den Besten animierten Spielfilm (Spirit – Der wilde Mustang)
- 2009: Visionary Award bei den Saturn Awards
- 2013: Jean Hersholt Humanitarian Award (Ehren-Oscar)